# 李蹊
李蹊（？—1233年），中国金朝政治人物，金哀宗时尚书右丞。
金哀宗正大元年（1224年）正月，以大司农、守汝州防御使李蹊为太常卿，权参知政事。五月，太常卿李蹊为翰林承旨，权参政。正大四年（1227年）十二月，授李蹊为参知政事。天兴元年（1232年），尚书左丞李蹊送曹王完颜讹可到蒙古军中为质请和，谏议大夫裴满阿虎带、太府监国世荣为请和使。七月，命尚书左丞李蹊劝谕参知政事完颜思烈、恒山公武仙、巩昌总帅完颜忽斜虎出师。十月，左丞李蹊、户部侍郎杨綎下狱，以军储失计问罪。李蹊、杨綎除名。后来复官，十二月，以右丞相、枢密使兼左副元帅完颜赛不，平章政事、权枢密使兼右副元帅完颜白撒，右副元帅兼枢密副使权参知政事讹出，兵部书权尚书左丞李蹊，元帅左监军行总帅府事徒单百家等率诸军扈从。天兴二年（1233年）三月戊辰，蒲察官奴以忠孝军作乱，杀尚书左丞李蹊、参知政事石盏女鲁欢、点检徒单长乐。